# Село Шевченка
Село́ Шевче́нка (Черво́не, ху́тір Шевче́нка) — історична місцевість у Києві, названа на честь Тараса Шевченка.

## Розташування
Простягалося між Новою Дарницею і Червоним хутором уздовж Харківського шосе: з південного заходу — між Здолбунівською вулицею і Харківською площею; з північного сходу — між вулицями Юрія Литвинського, Дениса Антіпова, Тростянецьким провулком та Брацлавською вулицею.

## Історія
Виникло 1924 року як виселок села Позняки, з 1931 року в документах Позняківської сільради фігурувало як хутір ім. Шевченка. Назва походить від однойменного колгоспу, що діяв на сусідньому Красному хуторі, але на той час[який?] вже був ліквідований.
У 1930-ті роки почала формуватися мережа вулиць, основна ж забудова припадає на 1940-ві — 1950-ті роки (до початку 1940-х років забудовано було здебільшого лише північну частину).
Станом на 1951 рік у селі налічувалося 593 будинки, 3822 мешканці, 33 вулиці і провулки. На початку 1951 року тут було відкрито 2-гу районну лікарню. Назву село Шевченка офіційно отримало 1961 року, проте в довідниках «Вулиці Києва» видання 1975 та 1979 років зазначалася стара назва хутір Шевченка.

## Сучасність
Майже цілком знесене у 1984—1987 роках у зв'язку зі забудовою житлового Харківського масиву. Було повністю ліквідовано 11 вулиць та 12 провулків, ще 3 вулиці та 1 провулок було значно скорочено. Оскільки навколо було багато боліт та лісів, будівельникам довелося також вирубати майже усі дерева, вибрати торф з глибини 3-5 метрів та намити пісок на 6-8 метрів до незатоплюваних відміток.
Залишки первісної садибної забудови села Шевченка збереглися на вулицях Вірменській (1 будинок), Горлівській (4 будинки), Гостинній (5 будинків), Кам'янській (9 будинків), Дениса Антіпова (12 будинків), Тростянецькому провулку (13 будинків), Чернігівській (1 будинок) та Харківському шосе (2 будинки). По Урожайній вулиці збереглися два відомчі будинки на розі Тростянецької вулиці та Харківського шосе.